# Itaipu-dammen
Itaipu-dammen (spanska: Itaipú; portugisiska: Itaipu) är ett vattenkraftverk i Paranáfloden på gränsen mellan Brasilien och Paraguay. Invigningen ägde rum 1984 och det är världens för närvarande (2021) näst största kraftverksanläggning. Som mest har den producerat 103 TWh under ett år (2016), mer än alla svenska vattenkraftverk tillsammans. Dammen är 196 m hög och bildar en konstgjord sjö med en yta på 1 350 km² – ungefär motsvarande Mälarens areal. Reservoarens volym uppgår till cirka 29 miljarder kubikmeter.

## Historik
Förhandlingar mellan Brasilien och Paraguay kring dammen inleddes under 1960-talet och 1975 påbörjades byggnationen. Som mest var runt 40 000 arbetare knutna till projektet och totalt användes 12,3 miljoner m³ betong. Dammen stod klar 1982 varpå reservoaren började fyllas.
Elproduktionen inleddes i maj 1984. Därefter togs två till tre aggregat, bestående av en turbin och en generator vardera, i bruk per år fram till 1991. Kraftverket bestod då av 18 aggregat, var och en med en kapacitet på 700 MW, således en total maximal effekt på 12 600 MW. Ytterligare två enheter togs i bruk i september 2006 och mars 2007, men fortfarande används dock endast maximalt 18 åt gången.
Itaipú-dammen har, liksom i fallet med Yacyretá-dammen, varit föremål för flera politiska kontroverser. Förutom korruption och förskingring av medel under uppbyggnaden har den administrativa modellen, en stiftelse med två nationer som ägare, lett till stor korruption och förskringring av stiftelsens inkomster. I Paraguay har Itaipú oftast fungerat som en stat i staten som finansierat de styrandes valkampanjer och byggt upp parallella sociala system vid sidan om de statliga.
En stor fråga har också varit den del av inkomsterna som Paraguay erhåller från Brasilien som använder huvuddelen av den producerade energin. Frågan om royalties för elförsäljningen kom att bli en av huvudfrågorna i det paraguayska valet 2008 och var också ett av skälen till att den fd. biskopen Fernando Lugo vann valen samma år. 2009 omförhandlades Itaipú-avtalet med Brasilien, något som kom att bli Lugos största politiska seger, och Brasilien förband sig att betala 360 miljoner dollar per år i royalties från tidigare 120 miljoner. Avtalet ratificerades i den brasilianska kongressen i april 2011 och väntar nu godkännande i den brasilianska senaten.
Dammen finns med på den lista över moderna världens sju underverk som American Society of Civil Engineers sammanställde 1994.

## Galleri

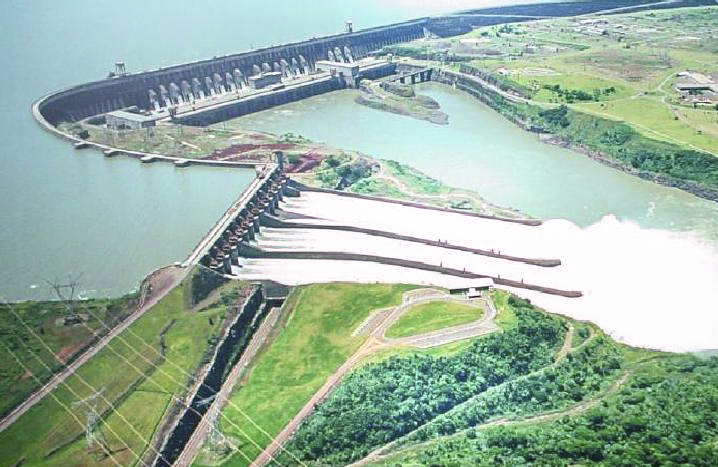
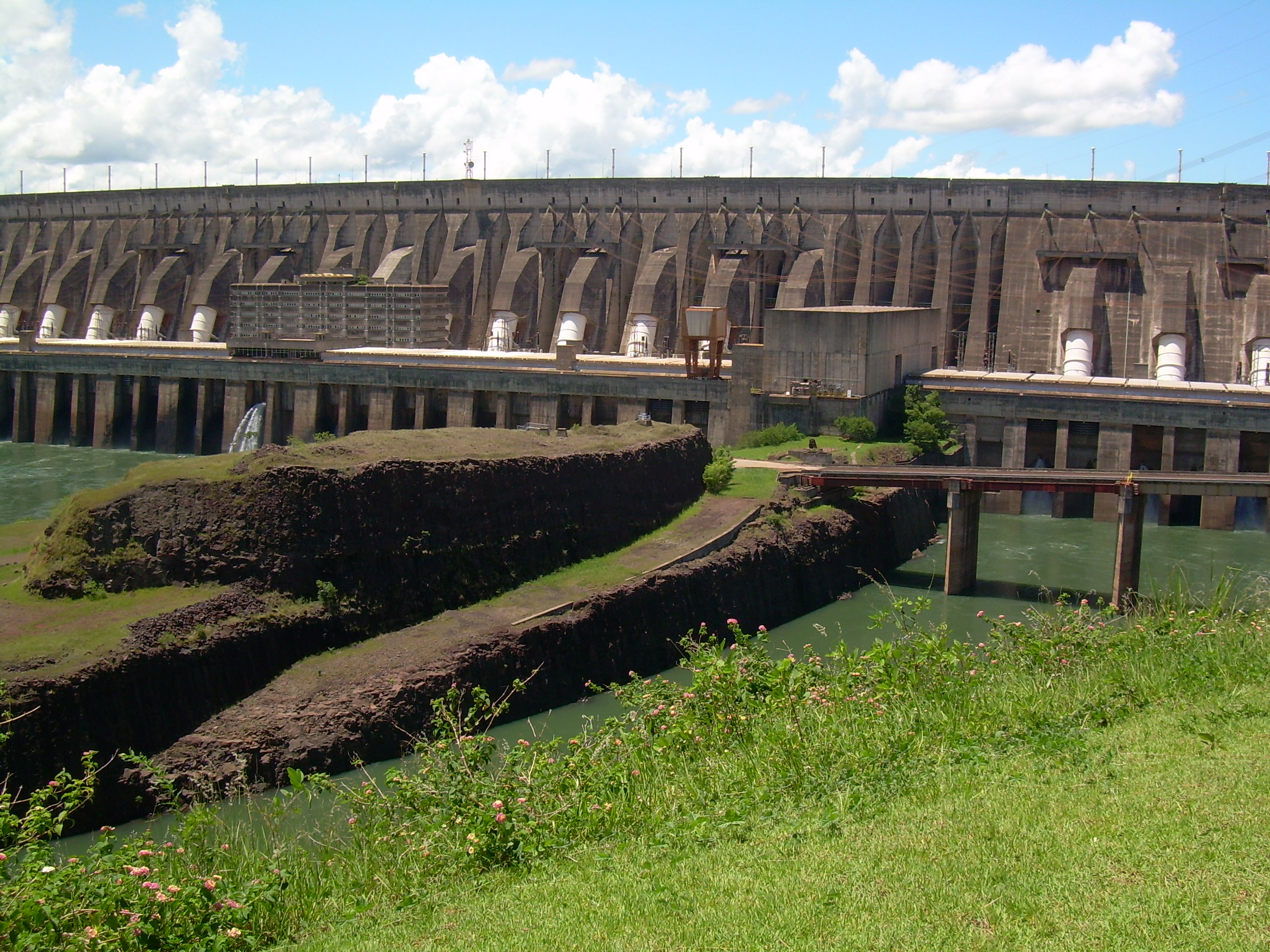
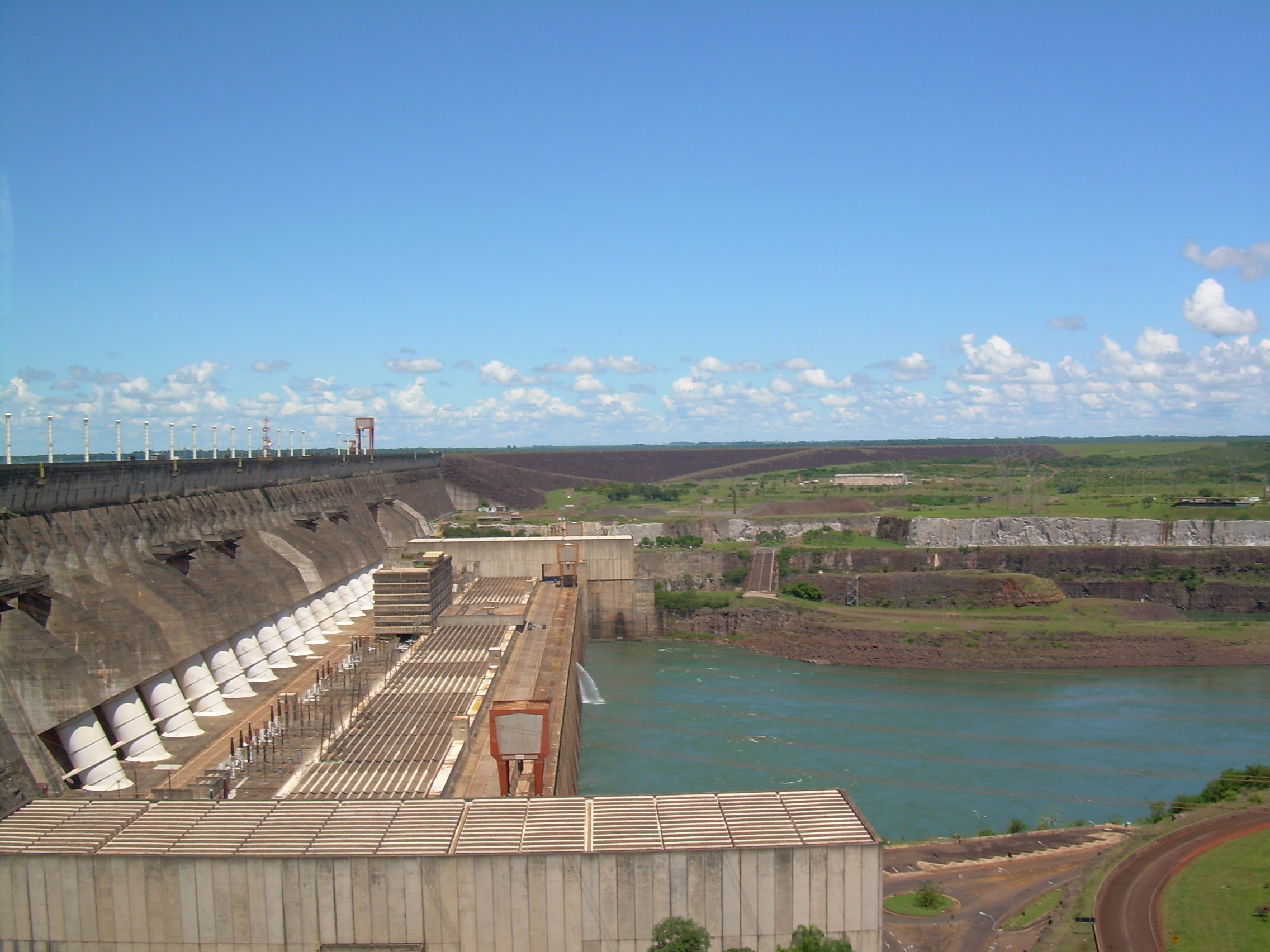

## Produktion
| År     | Antal enheter i drift | GWh       |
| ------ | --------------------- | --------- |
| 1984   | 0-2                   | 277       |
| 1985   | 2-3                   | 6,327     |
| 1986   | 3-6                   | 21,853    |
| 1987   | 6-9                   | 35,807    |
| 1988   | 9-12                  | 38,508    |
| 1989   | 12-15                 | 47,230    |
| 1990   | 15-16                 | 53,090    |
| 1991   | 16-18                 | 57,517    |
| 1992   | 18                    | 52,268    |
| 1993   | 18                    | 59,997    |
| 1994   | 18                    | 69,394    |
| 1995   | 18                    | 77,212    |
| 1996   | 18                    | 81,654    |
| 1997   | 18                    | 89,237    |
| 1998   | 18                    | 87,845    |
| 1999   | 18                    | 90,001    |
| 2000   | 18                    | 93,428    |
| 2001   | 18                    | 79,307    |
| 2002   | 18                    | 82,914    |
| 2003   | 18                    | 89,151    |
| 2004   | 18                    | 89,911    |
| 2005   | 18                    | 87,971    |
| 2006   | 19                    | 92,690    |
| 2007   | 20                    | 90,620    |
| 2008   | 20                    | 94,684    |
| 2009   | 20                    | 91,652    |
| 2010   | 20                    | 85,970    |
| 2011   | 20                    | 92,246    |
| 2012   | 20                    | 98,287    |
| 2013   | 20                    | 98,630    |
| 2014   | 20                    | 87,800    |
| 2015   | 20                    | 89,200    |
| 2016   | 20                    | 103,100   |
| 2017   | 20                    | 96,387    |
| 2018   | 20                    | 96,585    |
| 2019   | 20                    | 79,444    |
| 2020   | 20                    | 76,382    |
| 2021   | 20                    | 66,369    |
| Totalt | 20                    | 2,830,945 |